# Episodi di Valeria medico legale (prima stagione)
La prima stagione della serie televisiva Valeria medico legale, composta da 12 episodi, è stata trasmessa su Canale 5 dal 25 aprile al 25 maggio 2000.
| nº | Titolo                       | Prima TV Italia |
| -- | ---------------------------- | --------------- |
| 1  | Mare del nord                | 25 aprile 2000  |
| 2  | La gara di nuoto             | 25 aprile 2000  |
| 3  | Una rondine non fa primavera | 27 aprile 2000  |
| 4  | Il sole e la luna            | 27 aprile 2000  |
| 5  | Mele amare                   | 4 maggio 2000   |
| 6  | Omicidio in diretta          | 4 maggio 2000   |
| 7  | Lo sbaglio                   | 11 maggio 2000  |
| 8  | La vendetta                  | 11 maggio 2000  |
| 9  | Un profumo particolare       | 17 maggio 2000  |
| 10 | Eucarestia                   | 17 maggio 2000  |
| 11 | Vernice fresca               | 25 maggio 2000  |
| 12 | La confessione               | 25 maggio 2000  |

## Mare del nord
Il cadavere carbonizzato di un uomo viene ritrovato all'interno di un’auto sul fondo di una scarpata. Ad indagare sul caso è Valeria Banzi, medico legale alla sua prima esperienza nella sezione omicidi. Il cammino della donna, si incrocia, ben presto, con quello del commissario Luca Leoni, ex marito e padre di Matteo, con il quale si troverà costretta a collaborare. Dai primi rilievi emerge un dettaglio: la presenza di salsedine sul cappotto della vittima, da qui l’ipotesi che possa trattarsi di un marinaio. Per il riconoscimento dell’uomo si presenta una donna, sicura si tratti del figlio. Qualcosa però non convince del tutto Valeria.

## La gara di nuoto
Il campione di nuoto Giacomo Mariani, all'indomani di una gara, viene trovato morto annegato in un lago.  
Il caso è seguito da Valeria e Luca, che sembrano avere pareri diversi sulla dinamica dei fatti. In particolare, il commissario è convinto possa trattarsi davvero di un incidente. Le cose sembrano cambiare quando Valeria riscontra sul corpo della vittima diversi segni di colluttazione e i sospetti si concentrano così sull'amico Andrea, innamorato proprio di Giada, fidanzata di Giacomo.
Un evento, però, mischia le carte in tavola: l’allenatore del ragazzo ritrova una presunta lettera di addio della vittima.

## Una rondine non fa primavera
La ricca Alda Biamonte muore annegando nella sua vasca da bagno. Da un’analisi più approfondita, Valeria riscontra i segni tipici di un avvelenamento da monossido di carbonio; da qui l’ipotesi che il decesso sia stato causato da una perdita della caldaia. La donna, però, estremamente meticolosa, aveva da poco fatto controllare l’impianto. I fatti sembrano dunque non convincere e i sospetti si concentrano sui familiari, in particolare, sui figli Elisa e Giorgio. Ma le cose non sembrano come appaiono e un elemento accidentale si fa strada: l'ostruzione della canna fumaria.

## Il sole e la luna
La giovane Rosa Donati, a pochi giorni dal matrimonio, viene strangolata nell'ufficio postale presso cui lavora. Il fidanzato Leonardo, gli amici e i colleghi ne sono sconvolti. Dalle indagini, il primo indiziato è il fratello Ruggero pieno di debiti. Intanto Valeria nota sul corpo della vittima una strana cicatrice che sembra essere un tatuaggio cancellato raffigurante un sole e una luna. La dottoressa ricorda di aver visto lo stesso simbolo anche in alcuni colleghi della vittima. Si fa largo così l’ipotesi di una setta.

## Mele amare
In un ristorante cinese qualcuno uccide Lao con un colpo alla nuca. La morte, avvenuta a notte fonda, sembra avvolta dal mistero, dato che tutti i colleghi dell’uomo hanno un alibi di ferro. Durante le indagini si scopre che il ristorante è collegato ad una rete di truffe, in cui è coinvolta anche la sorella della vittima.
Inoltre, da ulteriori accertamenti, la dottoressa capisce che la morte di Lao non risale all'ora stabilita e così molti alibi saltano. Intanto la casa di Valeria si allaga a causa della rottura di una tubatura. Luca si offre di tenere Matteo per qualche giorno e questa sembra essere l’occasione per i due di riavvicinarsi.

## Omicidio in diretta
La conduttrice radiofonica Clara Dentice viene uccisa nel corso di una diretta notturna. I sospetti si concentrano sul marito Gaetano, in lite con la donna per l’affido della figlia. Valeria trova sulla scena del delitto delle tracce ematiche, che sembrano ricondurre proprio al gruppo sanguigno dell’uomo, ma decide comunque di richiedere l'autorizzazione per gli esami del DNA di tutti i presenti. Una volta tornata all'istituto di medicina legale con i campioni prelevati, Valeria viene però colpita in testa da un misterioso aggressore. Portata al pronto soccorso per le cure necessarie, incontra il dottor Federico Marchi, che affascinato dalla donna decide di invitarla a cena, suscitando così la gelosia di Luca.

## Lo sbaglio
Un ex colonnello in pensione muore in circostanze misteriose e il suo appartamento messo sottosopra. Valeria e Luca trovano sul luogo del delitto delle tazze sporche di rossetto. Da una prima indagine, si scopre che dietro ci sono due truffatrici, solite drogare le proprie anziane vittime per poi rapinarle. Il commissario riesce ad arrestare la coppia, ma ben presto si rende conto della loro innocenza. Valeria, intanto, parla con la nipote della vittima, inquilina anch'essa dell’appartamento.

## La vendetta
Il professore di fisica Massimo Giuliani è assassinato all'università con un colpo alla testa. Qualche ora prima del delitto, la vittima aveva incontrato due studenti. Le indagini si concentrano, in particolare, su Stefano, in lite con il docente per la tesi che stava scrivendo. 

## Un profumo particolare
Una maestra d’asilo, Francesca Aloisi, viene trovata morta nel suo appartamento. Giunta sul posto, Valeria sente un profumo particolare, lo stesso che era solito portare suo padre. Valeria, rimossa dall'incarico e sostituita dal poco abile dottor Emilio Terenzi, continua però ad indagare.

## Eucarestia
Un sacerdote viene trovato morto nella sua canonica. Dai primi risultati, Valeria riscontra la presenza di una tossina botulinica, ipotizzando così un avvelenamento alimentare. L’uomo però stava seguendo un rigido digiuno e qualcosa sembra non tornare. Intanto, il figlio di Valeria decide di trasferirsi a casa della zia.

## Vernice fresca
Un operaio muore nel cantiere in cui sta lavorando. Valeria, giunta sul luogo dell’incidente, ha dei dubbi sulla dinamica dell’evento: l’impalcatura da cui è caduto l’uomo non presenta la protezione esterna e i vestiti indossati non sono da lavoro.

## La confessione
In un solarium viene rinvenuto il corpo di un istruttore di palestra, ucciso a coltellate. I sospetti sembrano convergere sulla segretaria del centro sportivo, a causa di un suo capello rinvenuto sull'arma del delitto. Intanto Luca è preoccupato di perdere Valeria che sta studiando per un concorso da ricercatrice universitaria negli Stati Uniti.